# Pegelstein

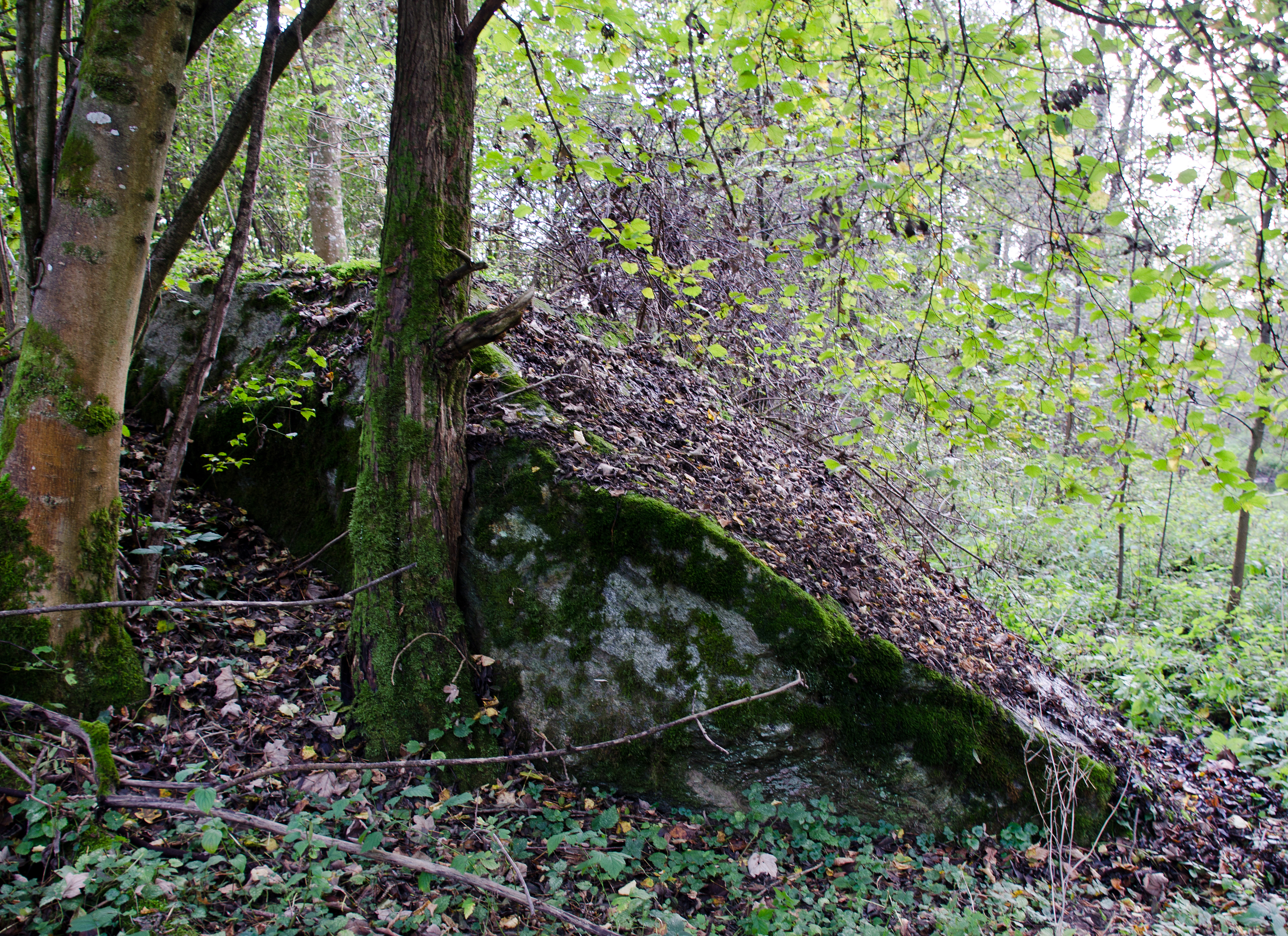
Pegelstein bei Dotzigen

Der Pegelstein ist ein erratischer Block bzw. Findling aus Epidot-Sericit-Gneis bei Dotzigen im Kanton Bern, Schweiz. Er befindet sich an der westlichen Böschung der Bahnstrecke Lyss–Solothurn zwischen Dotzigen und Büren an der Aare, etwa 800 Meter in nordöstlicher Richtung vom Bahnhof Dotzigen entfernt.

## Name
Der Name stammt aus der Zeit vor der ersten Juragewässerkorrektion, weil der Pegel zur Wasserstandsmessung der Alten Aare an diesem Stein befestigt war. Damals sei die Aare direkt gegen den Stein „geschossen“, an dem auch hin und wieder Flosse zerschellt seien.

## Geschichte
Vor der 1. Juragewässerkorrektion führte etwas oberhalb von diesem Standort her eine stark benutzte Fähre über die Aare hinüber nach Meienried. An jene Zeit des Fährbetriebs und der Aareschifffahrt erinnern auch die Malereien an einem 1733 erbauten Haus mit der ehemaligen Bezeichnung als Fahrtaverne. Diese befindet sich ausgangs Dotzigen und zwar rechter Hand in Richtung Büren. Besonders bemerkenswert ist die Darstellung eines Wagens mit acht vorgespannten Pferden sowie die Darstellung eines Flosses. Auf einem geometrischen Plan aus dem Jahr 1803 sind in Dotzigen die Fahrtaverne und sogar zwei Anlegestellen für Fähren zu erkennen.
Der Pegelstein zählt seit dem 22. Juni 1945 zu den geschützten geologischen Objekten des Kantons Bern.
Heute liegt der Erratiker etwas vergessen und nur schwer zugänglich zwischen dem Bahngeleise und dem Eichibach.
In östlicher Richtung, 600 und 1200 Meter vom Pegelstein entfernt, befinden sich gemäss der Landeskarte der Graue Stein und der Schalenstein Stedtiberg. Wie der Pegelstein sind sie Zeugen des während der Würmeiszeit in diese Gegend vorgestossenen eiszeitlichen Rhonegletschers.